# Stazione di Shimomatsu
La stazione di Shimomatsu (下松駅?, Shimomatsu-eki) è una stazione ferroviaria della città di Kishiwada, nella prefettura di Osaka in Giappone. La stazione è gestita dalla JR West e serve la linea Hanwa.

## Linee
JR West
■ Linea Hanwa

## Struttura
La stazione è costituita da due marciapiedi laterali con 2 binari in superficie.
| 1 | ■ Linea Hanwa | per Kumatori, Kansai Aeroporto e Wakayama |
| 2 | ■ Linea Hanwa | per Ōtori, Tennōji e Osaka                |

## Stazioni adiacenti
| ≪                                 | Servizio                | ≫                 |
| Linea Hanwa                       | Linea Hanwa             | Linea Hanwa       |
| --------------------------------- | ----------------------- | ----------------- |
| Kumeda                            | Locale Rapido regionale | Higashi-Kishiwada |
| Tutti gli altri treni non fermano |                         |                   |